# King’s Cross St. Pancras
King’s Cross St. Pancras – jedna z największych stacji metra w Londynie, położona w dzielnicy King’s Cross, na terenie gminy Camden, służąca jako punkt przesiadkowy między sześcioma liniami: Circle Line, Metropolitan Line, Hammersmith & City Line, Northern Line, Piccadilly line i Victoria Line. Znajduje się w bezpośrednim sąsiedztwie dwóch wielkich stacji kolejowych: King’s Cross Station oraz St Pancras Station. Posiada osiem peronów.
W 1987 na stacji miał miejsce jeden z najbardziej tragicznych w skutkach pożarów w najnowszej historii Londynu - wskutek pożaru ruchomych schodów śmierć poniosło 31 osób. Obecnie ze stacji korzysta ok. 66,4 mln pasażerów rocznie. Należy do pierwszej strefy biletowej.
Według danych British Transport Police na stacji King`s Cross St. Pancras w 2015 doszło do największej liczby przestępstw, spośród wszystkich stacji metra w Londynie.